# Хайкин, Борис Эммануилович
Бори́с Эммануи́лович Ха́йкин (13 (26) октября 1904, Минск, Российская империя — 10 мая 1978, Москва, СССР) — советский дирижёр, музыкальный педагог. Народный артист СССР (1972). Лауреат трёх Сталинских премий (две — 1946, 1951).

## Биография
Родился 13 (26) октября 1904 года в Минске, в семье почётного гражданина Эммануила Моисеевича (Менделя Мовшевича) Хайкина (1868—1935), уроженца Новоалександровска, агронома и педагога, в 1907 году основавшего в Минске частное мужское еврейское реальное училище Э. М. Хайкина, в котором учились оба его сына. Мать — Флора Абрамовна (Фрадл Шмуэль-Абелевна) Хайкина (урождённая Борщ, впоследствии Барщ; 1871—?), родом из Вильны, учительница французского языка в этом же училище. Родители заключили брак в 1899 году в Вильне, где в 1900 году родился их старший сын Моисей; в 1901 году они поселились в Минске. В 1915 году семья была эвакуирована вместе с отцовским училищем в Пензу, где Б. Э. Хайкин в 1915—1919 годах обучался в городском музыкальном училище в классе пианиста Льва Соломоновича Шора. В 1918 году выстроенное в 1912 году здание Частного еврейского реального училища Э. М. Хайкина на углу Магазинной и Богадельной улиц в Минске было национализировано и впоследствии передано Белорусскому университету имени В. И. Ленина (в помещении училища расположился факультет общественных наук). Семья Хайкиных в Минск больше не возвратилась и в 1919 году поселилась в Москве.
В 1928 году окончил Московскую консерваторию им. П. И. Чайковского по классам Н. А. Малько и К. С. Сараджева (дирижирование), А. Ф. Гедике (фортепиано).
По окончании обучения стал дирижёром Оперного театра имени К. С. Станиславского (ныне Московский музыкальный театр имени К. С. Станиславского и Вл. И. Немировича-Данченко), где работал в течение семи лет (1928—1935, с 1933 — заведующий музыкальной частью, с 1935 — главный дирижёр). К этому времени уже сделал первые шаги на дирижерском поприще, пройдя производственную практику под руководством Н. С. Голованова (оперный класс) и В. И. Сука (оркестровый класс). К. С. Станиславский оказал значительное влияние на творческие принципы молодого дирижёра. Среди его постановок этого периода — «Севильский цирюльник» Дж. Россини и «Кармен» Ж. Бизе.
В 1936 году переехал в Ленинград, где сменил С. А. Самосуда на посту художественного руководителя и главного дирижёра Ленинградского Малого оперного театра (ныне Михайловский театр), а также стал преподавать в Ленинградской консерватории (профессор). Под его управлением состоялись премьеры опер Д. Б. Кабалевского «Кола Брюньон» (1938) и И. И. Дзержинского «Поднятая целина» (1937), а также многочисленные постановки русской классики — опер М. П. Мусоргского, П. И. Чайковского и Н. А. Римского-Корсакова.
В 1943 году возглавил Ленинградский театр оперы и балета им. С. М. Кирова (ныне Мариинский театр), где также исполнял новые сочинения советских композиторов, такие как оперы «Дуэнья» (1946) и «Повесть о настоящем человеке» (1948) С. С. Прокофьева, «Семья Тараса» Д. Б. Кабалевского (1950), «Князь-озеро» И. И. Дзержинского, «Декабристы» Ю. А. Шапорина (1953) и другие.
Был уволен из театра в связи с развернувшейся кампанией по борьбе с космополитизмом. В 1954 году возвратился в Москву, где стал дирижёром Большого театра.
Гастролировал в Будапеште, Берлине, Бухаресте, Антверпене, Яссах и других городах Европы. Несколько раз получал приглашение руководить заграничными постановками русских опер: «Хованщины» во Флоренции (1963, театр «Комунале»), «Пиковой дамы» в Лейпциге (1964, Лейпцигская опера), а также дирижировал операми «Евгений Онегин» (1960, Прага, Брно, Братислава) и «Фауст» Ш. Гуно (Румыния).
Также успешно выступал как симфонический дирижёр — в 1966 году в Италии состоялись гастроли оркестра Ленинградской филармонии под его управлением.
Один из крупнейших дирижёров СССР. Основные достижения связаны с интерпретацией русской, итальянской и французской оперной классики. Обладал непревзойдённым артистизмом, хорошим исполнительским вкусом и пониманием стиля. В его оперных постановках органично сочетались драматическая и музыкальная составляющие.
В 1925—1928, 1930—1936, 1954—1966 и в 1971—1978 годах преподавал в Московской консерватории (кафедра дирижёрского мастерства) (с 1954 года — профессор). В 1935—1936 годах — дирижёр Оперной студии Московской консерватории. Среди его учеников — К. П. Кондрашин, М. Ф. Эрмлер, Ю. В. Гамалей, Э. Тонс.
Автор свыше 250 статей по вопросам музыкального искусства.
Умер 10 мая 1978 года в Москве. Похоронен после кремации на Новом Донском кладбище.

### Семья
- Брат — Семён Эммануилович Хайкин (1901—1968), физик, радиоастроном, доктор физико-математических наук (1935). Племянник — Моисей Семёнович Хайкин, физик.
- Сводный (от второго брака отца) и одновременно троюродный брат — Виктор Ефимович Ардов, писатель[12].
- Первая жена — Софья Наумовна Хайкина (урождённая Сарра Нухимовна Эндельман, в первом браке Разумова; 1894—1966)[13], пианистка, концертмейстер, дочь вольнопрактикующего врача в Измаиле Бессарабской губернии, почётного гражданина Нухима Шмаевича Эндельмана. У Бориса Хайкина было двое приёмных детей от первого брака жены, один из которых — Георгий Николаевич Разумов (1916—1984), кинооператор.
- Вторая жена — Алла Георгиевна Хайкина (1928—2005).
- Сын — Виктор Борисович Рябов (1943—2021), театральный режиссёр и педагог. Заслуженный деятель искусств Российской Федерации (1993). Его мать Елена Даниловна Бубнова — помощник и секретарь Георгия Товстоногова в БДТ.

## Награды и звания
- Заслуженный артист РСФСР (1937)
- Заслуженный деятель искусств РСФСР (1940)[14]
- Народный артист РСФСР (1947)[15]
- Народный артист СССР (1972)
- Сталинская премия второй степени (1946) — за постановку оперного спектакля «Иоланта» П. И. Чайковского (1943) на сцене ЛМАТОБ
- Сталинская премия первой степени (1946) — за дирижирование оперным спектаклем «Орлеанская дева» П. И. Чайковского (1945) на сцене ЛАТОБ имени С. М. Кирова
- Сталинская премия второй степени (1951) — за дирижирование оперным спектаклем «Семья Тараса» Д. Б. Кабалевского на сцене ЛАТОБ имени С. М. Кирова
- Орден Трудового Красного Знамени (1939)
- Орден Октябрьской революции (1974)
- Медаль «За доблестный труд в Великой Отечественной войне 1941—1945 гг.»
- Медаль «В память 250-летия Ленинграда»
- Почётная грамота Президиума Верховного Совета РСФСР (1976)[16].

## Творчество

### Постановки

#### Оперный театр имени К. С. Станиславского
- 1930 — «Пиковая дама» П. И. Чайковского
- 1931 — «Лёд и сталь» В. М. Дешевова
- «Севильский цирюльник» Дж. Россини
- «Кармен» Ж. Бизе

#### Ленинградский Малый оперный театр
- 1936 — «Царская невеста» Н. А. Римского-Корсакова
- 1937 — «Поднятая целина» И. И. Дзержинского
- 1937 — «Евгений Онегин» П. И. Чайковского
- 1938 — «Кола Брюньон» Д. Б. Кабалевского
- 1939 — «Мятеж» Л. А. Ходжи-Эйнатова
- 1938 — «Цыганский барон» И. Штрауса
- 1939 — «Мать» В. В. Желобинского
- 1939 — «Борис Годунов» М. П. Мусоргского
- 1940 — «Черевички» П. И. Чайковского
- 1940 — «Борис Годунов» М. П. Мусоргского
- 1941 — «Майская ночь» Н. А. Римского-Корсакова
- 1942 — «Пиковая дама» П. И. Чайковского
- 1943 — «Иоланта» П. И. Чайковского
- 1939 — «Борис Годунов» М. П. Мусоргского

#### Театр оперы и балета им. С. М. Кирова
оперы:
- 1945 — «Орлеанская дева» П. И. Чайковского
- 1946 — «Дуэнья» С. Прокофьева — мировая премьера[17]
- 1947 — «Князь-озеро» И. И. Дзержинского
- 1948 — «Повесть о настоящем человеке» С. Прокофьева — закрытое концертное исполнение[18]
- 1949 — «Мятеж» Л. А. Ходжи-Эйнатова
- 1949 — «Борис Годунов» М. П. Мусоргского
- 1950 — «Семья Тараса» Д. Б. Кабалевского
- 1950 — «Мазепа» П. Чайковского
- 1952 — «Хованщина» М. П. Мусоргского

балеты:
- «Щелкунчик» П. И. Чайковского
- «Спящая красавица» П. И. Чайковского

#### Большой театр
оперы:
- 1955 — «Фра-Дьяволо» Д. Обера
- 1956 — «Свадьба Фигаро» В. Моцарта
- 1957 — «Мать» Т. Н. Хренникова — первая постановка
- 1959 — «Джалиль» Н. Г. Жиганова — первая постановка на русской сцене
- 1962 — «Русалка» А. С. Даргомыжского
- 1963 — «Летучий голландец» Р. Вагнера
- 1965 — «Севильский цирюльник» Дж. Россини
- 1966 — «Царская невеста» Н. А. Римского-Корсакова
- 1967 — «Неизвестный солдат» («Брестская крепость») К. В. Молчанова
- «Руслан и Людмила» М. И. Глинки
- «Иван Сусанин» М. И. Глинки
- «Хованщина» М. П. Мусоргского
- «Борис Годунов» М. П. Мусоргского
- «Чародейка» П. И. Чайковского
- «Евгений Онегин» П. И. Чайковского
- «Мазепа» П. Чайковского
- «Пиковая дама» П. И. Чайковского
- «Сказание о невидимом граде Китеже и деве Февронии» Н. А. Римского-Корсакова
- «Фауст» Ш. Гуно
- «Кармен» Ж. Бизе
- «Травиата» Дж. Верди
- «Богема» Дж. Пуччини

балеты:
- 1961 — «Лесная песня» Г. Л. Жуковского — первая постановка
- 1963 — «Спящая красавица» П. И. Чайковского

### Литературные сочинения
- Композиторы и оперный театр, «СМ», 1941, No 3.
- Заметки о балете, там же, 1962, No 12.
- Встречи и размышления, там же, 1964, No 9, 1965, No 4, 1966, No 11, 12.
- Как мы работали, там же, 1975, No 5.
- Вдохновение таланта // Книжное обозрение. 1978. 21 мая.
- Учитесь властвовать собой // СК. 1979. 2 ноября.
- Беседы о дирижёрском ремесле. Сб. ст. М., 1984.